# Colinas de Matobo
As Colinas de Matobo (ou Colinas de Matopas), a cerca de 50 km a sul de Bulavaio, na província de Matabelelândia Sul, no Zimbábue, são um conjunto de formas rochosas que se erguem acima do escudo granítico que cobre a maior parte deste país. Os grandes rochedos são abrigos naturais e têm estado associados à ocupação humana desde o início da Idade da Pedra até tempos históricos mais recentes. Neles se encontra uma das maiores colecções de arte rupestre da África Austral.
O material encontrado nestas formações e as pinturas dão uma imagem muito pormenorizada da vida das sociedades da Idade da Pedra e da forma como as sociedades de agricultores as substituíram. As colinas de Matobo continuam a ter importância para as comunidades locais, que visitam certos lugares sagrados para cerimónias ligadas às suas actividades traditionais, tanto sociais como económicas. A religião Mwari, com centro em Matobo e que parece ter origem na Idade da Pedra, é a mais importante tradição oracular na África Austral.
O local encontra-se incluído no Parque Nacional de Matobo, que é igualmente uma área de conservação da natureza.
O rei Mzilikazi, o líder-fundador do povo matabele, que se encontra enterrado numa das colinas, foi quem deu o nome a esta área. Aparentemente, os blocos de granito recordaram-lhe uma reunião dos seus indunas e chamou-lhes amaTobo ou "os carecas". O espólio de Mzilikazi, incluindo carros e móveis, foram guardados por mais de um século numa caverna próxima, e neste momento podem ser observados através de pequenas aberturas nas rochas. Cecil John Rhodes, o colonizador britânico da África Austral no século XIX, também se encontra enterrado nas Colinas de Matobo.